# Tal Wilkenfeld
Tal Wilkenfeld (Sydney, 2 dicembre 1986) è una bassista australiana, nota in ambiente fusion.
Ha lavorato come bassista per Jeff Beck fino alla fine, è leader della sua band (omonima) ed ha suonato, fra gli altri, con Herbie Hancock. All'inizio del 2023 sostituisce il bassista Ben Kenney negli Incubus prendendo temporaneamente il suo posto nella band californiana.
Nel 2008 è stata votata come "The Year's Most Exciting New Player" per la rivista Bass Player.
Il 15 marzo 2019 è uscito il suo album di debutto, Love Remains.

## Discografia
- 2007 - Transformation
- 2007 - Crossroads Guitar Festival 2007 DVD di Eric Clapton del 2007 Tal con Jeff Beck in "Cause We've Ended as Lovers" e "Big Block".
- 2008 - Live at Ronnie Scott's Jeff Beck CD
- 2009 - Live at Ronnie Scott's Jeff Beck DVD
- 2010 - Emotion & Commotion Jeff Beck CD
- 2010 - The Imagine Project Herbie Hancock CD
- 2010 - The Sellout Macy Gray CD Wilkenfeld in "That Man"
- 2010 - Six String Theory Lee Ritenour
- 2010 - "The 25th Anniversary Rock & Roll Hall of Fame Concerts" DVD
- 2010 - "Rock and Roll Hall of Fame + Museum LIVE LEGENDS" DVD
- 2012 - Jacaranda Trevor Rabin CD
- 2012 - Howie 61 Wayne Krantz CD
- 2012 - Rhythm Sessions Lee Ritenour CD
- 2013 - Transition Steve Lukather CD
- 2015 - Toto XIV Toto CD
- 2021 - Welcome 2 America Prince CD

### Solista
- 2019 - Love Remains